# Hardward von Minden
Hardward († 16. September 853 in Minden) war der zweite Bischof von Minden von 813 bis 853.
Der Name Hardward kommt aus dem Althochdeutschen und bedeutet "der starke Hüter". Bei seiner Arbeit wurde er unterstützt vom als heilig verehrten Diakon Meimelph; sein Gedenktag ist der 1. November. Bischof Hardward wird – ebenso wie Diakon Meimelph – als Heiliger verehrt. Der Gedenktag des Bischofs ist der 13. April.